# Jiřina Kocourková
Jiřina Kocourková (* 3. října 1967 Klatovy), je česká geografka, demografka a vysokoškolská učitelka.

## Život
Narodila se v říjnu 1967 v Klatovech. V roce 1990 absolvovala na Přírodovědecké fakultě Univerzity Karlovy (PřF UK) studium učitelství zeměpisu a matematiky a získala magisterský titul a ještě téhož roku po absolvování rigorózní zkoušky i titul doktorky přírodních věd v oboru učitelství geografie. V roce 1991 získala magisterský titul i v oboru ekonomická a regionální geografie na téže fakultě. V červenci 1993 začala pracovat jako odborná asistentka na Katedře demografie a geodemografie PřF UK, v letech 1995 až 1998 působila jako tajemnice této katedry. Od května do prosince 2004 pracovala jako vědecká pracovnice na Katedře sociologie Fakulty sociálních studií Masarykovy univerzity v Brně.
V roce 2006 získala po absolvování doktorského studia demografie na PřF UK titul Ph.D. a v lednu 2009 začala působit jako zástupkyně vedoucí Katedry demografie a geodemografie PřF UK. Ve funkci zástupkyně vedoucí katedry působila do září 2011, přičemž v říjnu 2011 se sama stala vedoucí této katedry. V roce 2016 se habilitovala v oboru demografie a v roce 2017 se opět stala zástupkyní vedoucího Katedry demografie (do té doby byla její vedoucí). V říjnu 2019 se nicméně opět stala vedoucí Katedry demografie a v červnu 2025 byla jmenována profesorkou demografie.